# 藤井慎太郎
藤井 慎太郎（ふじい しんたろう、2001年9月19日 - ）は、ジャパンラグビーリーグワンレッドハリケーンズ大阪に所属するラグビー選手。

## プロフィール
- 兵庫県西宮市出身[1]。
- ポジションはロック(LO)、フランカー(FL)。
- 身長 185 cm、体重 105 kg

## 略歴
2020年、日本航空石川高校卒業後、帝京大学に入る。なお日本航空石川高校時代、当初野球部に所属していたが、2年生からラグビー部に転部。
2024年、レッドハリケーンズ大阪に加入。
2025年3月15日に行われたJAPAN RUGBY LEAGUE ONE第8節シャトルズ愛知戦にて途中出場でリーグワン公式戦初出場を果たした。